# 水坑 (无线电)

地球大气对于不同波长电磁辐射的透过率。

水坑指在电磁波谱从1,420到1,666兆赫兹之间极度沉寂的波段，所对应的波长分别为21至18厘米。该术语是由伯纳德·奥利弗在1971年提出的。 羟基谱线的最强辐射位于18厘米处，而氢线的最强辐射位于21厘米处，水正是由这两种基团组成的。在当前，水仍被认为是先进到能够发射无线电信号的高等外星生命所必需的。伯纳德·奥利弗的理论认为水坑是一种与外星文明通信的很好的、显著的波段。